# Gary Hill
Gary Hill (Santa Monica, Califòrnia, 1951) és un artista nord-americà resident a Seattle (Washington) conegut per les seues videoinstal·lacions. S'ha interessat pel so en les seues videoinstal·lacions, on juga per exemple a alterar la velocitat d'aquest o invertir la seua reproducció. Ha estudiat a l'Arts Students League de Woodstock (Nova York), i ha treballat i ensenyat a diferents poblacions de Nova York. Gary Hill desenvolupa el seu treball des de principis dels anys setanta en la confluència de dos camps: les arts visuals (performance i escultura) i els textos (literatura i filosofia). Va rebre el Lleó d'Or d'escultura en la Biennal de Venècia de 1995. Gary Hill ha exposat al Centre Georges Pompidou en París, (1993), al Guggenheim de Nova York (1995), al Whitney Museum de Nova York (1998), al Musée d'Art Contemporain de Montréal (1998) o a l'Aarhus Kunstmuseum, Dinamarca (1999), Fondation Cartier pour l'Art Contemporain en 2007.

## Trajectòria
El treball de Gary Hill té una trajectòria de més de trenta anys en què ha creat poderoses videoinstal·lacions que interaccionen amb objectes escultòrics, sons i el propi cos. Hill se centra en la naturalesa del llenguatge i en la formació cognitiva de les imatges, en la realitat i les aparences en l'ésser. Les seves videoinstal·lacions desperten en l'espectador la seva consciència de visió mitjançant diferents estratègies que provoquen l'observació i avaluació del procés de la seva percepció visual.
Gary Hill, a finals de 1960, va començar a explorar els sons de l'escultura de metall, i el 1973 va començar a utilitzar el vídeo, produint des de llavors una important obra que inclou vídeo monocanal i videoinstal·lacions entre les quals es troben algunes de les peces més significatives en aquest camp. El seu treball explora la relació entre paraules i imatges electròniques, considerant-se una nova forma d'escriptura. Les seves obres ofereixen forts pronunciaments sobre consideracions poètiques i filosòfiques.
El treball de Gary Hill es caracteritza pel seu rigor experimental, precisió conceptual i pels seus enginyosos girs. Les seves obres primerenques són variacions sobre la noció d'una construcció imatge - so que van suggerir principalment del diàleg amb les propietats del medi.
Més tard, a la dècada de 1970, vivint en Barrytown, Nova York, va interactuar amb els poetes/artistes George Quasha i Charles Stein, va estendre el seu creixent interès pel llenguatge a un nivell de la poètica i textos complexos, així com la performance i la col·laboració. Inicialment el "llenguatge" per a ell no era específicament la paraula, però l'experiència de parlar (sons que semblen veus) que van sorgir dins de l'espai electrònic, el qual va anomenar "Electronic Linguistic" (1977).
A partir d'aquest moment, amb independència de si una determinada peça utilitza el text, el seu treball indaga sobre la naturalesa del llenguatge com quelcom intrínsec a la tecnologia electrònica/digital com a mitjà artístic. El llenguatge verbal aviat entra en aquest focus electrònic co-performance, com una intensificació d'un diàleg amb i en el medi, però amb una nova força del seu propi llenguatge, les seves pròpies poètiques sense precedents. Les obres de vídeo monocanal altament realitzats en aquest procés inclouen: Processual Video (1980), Videograms (1980–81), and Happenstance (part one of many parts) (1982–83), una altra etapa del diàleg amb la tecnologia com un lloc en l'idioma on les màquines contesten. Aquí el camí de l'artista es trasllada als treballs intensius de llengua cèlebres de la dècada de 1980: Primarily Speaking (1981–83), Why Do Things Get in a Muddle? (Come on Petunia) (1984), URA ARU (the backside exists) (1985–86), and Incidence of Catastrophe (1987–88).
Posteriorment ha realitzat obres en animació per ordinador com Liminal Objects (1995-), Frustrum (2006), canviant el mateix sentit d'"objecte" i els límits de ment, cos i la base de la nostra "realitat". Les principals instal·lacions de Tall Ships (1992), HanD HearD (1995–96), Viewer (1996), Wall Piece (2000), Up Against Down (2008) -elevant aquests problemes del món físic, l'objectivitat, la significació polivalent, i el llenguatge en si a una dimensió, un principi humà més de la participació de torsió tant dins de la pròpia ment i el cos i en contra de la superfície i la cara de l'altre.
El treball del Hill explota a fons la capacitat de vídeo per oferir narratives no lineals complexes que fomenten la participació activa per part de l'espectador. En Roland Barthes termes, les narratives de vídeo de Hill es poden entendre com a textos d'escriptor.

## Obres
- Mirror Road (mirall de carretera), 1975-1976
- Bits (fragments), 1976-1977
- Bathing (bany), 1977
- Electronic Linguistics (Lingüística electrònica), 1978
- Windows (finestres) 1978
- Mouth Piece (peça de boca), 1978
- Primary (primari), 1978
- Full Circle [ring modulation] (cercle complet [modulació anular]), 1978
- Sums ans Differences (sumes i restes), 1978
- Elements, 1978
- Equal time (temps igual), 1979
- Picture Story (relat d'una imatge), 1979
- Objects with destinations (Objectes amb destinació), 1979
- Black/white/text (negre/blanc/text), 1980
- Around & About, 1980
- Commentary (comentari), 1980
- Processual vídeo (vídeo processal), 1980
- Videograms (videogrames), 1980–1981
- Happenstance (Part one of many parts) (casualitat (primera part de moltes parts)), 1982-83
- Why do things get in a muddle? (come on Petunia) (Per què s'emboliquen les coses? Anem Petunia), 1984
- Tale Enclosure, 1985
- Figuring Grounds, 1985-2008
- Mediations (towars a remake of soundings) (Mediacions (cap a una nova versió de resonancies)), 1979-1986
- Incidence of Catastrophe (la incidència de la catàstrofe), 1987–1988
- Site Recite, 1989
- Searchlight (projector), 1986-1994
- Red Technology (tecnologia vermella), 1994
- Crossbow, 1999[5]
- Twofold (Goats ans sheeo)(Dues vegades (cabres i ovelles), 1955-2002
- Isolation Tank, 2010–2011

## Premis
- 1979, 1985, 1987, 1993 Beques de la Fundació Nacional de les Arts
- 1981-1982, 1989-1990 Beques de la Fundació Rockefeller
- 1986, 1990 Beques de la Fundació John Simon Guggenheim Memorial
- 1995 el Premi Lleó d'Or d'Escultura a la Biennal de Venècia
- 1998 Beca de la Fundació John D. i T. MacArthur Award Caterina
- 2000 Premi Kurt Schwitters
- 2003 Medalla Skowhegan per la instal·lació de vídeo
- 2005 Doctor honoris causa de la Universitat de Belles Arts de Poznan, Polònia
- 2011 Grau Honorari de Cornish College of the Arts, Seattle, Washington

## Exposicions
Les diferents obres de Gary Hill s'han presentat en museus i institucions arreu del món, incloent-hi exposicions individuals a la Fondation Cartier pour l'Art Contemporain, París; Sant Francesc Museum of Modern Art; Centre Georges Pompidou, París; Museu Guggenheim SoHo, Nova York; Museum für Gegenwartskunst, Basilea; Museu d'Art Contemporani de Barcelona; Kunstmuseum Wolfsburg; Henry Art Gallery, Seattle, Washington; entre d'altres. Les seves obres formen part de la col·lecció permanent de molts museus com el Museu d'Art Modern de Nova York. projectes encarregats inclouen obres per al Museu de Ciències de Londres i la Biblioteca Central de Seattle; i la instal·lació i el rendiment primer comissionat de treball per al Coliseu i temple de Venus i Roma, Roma, Itàlia.

## Cronologia
Gary Hill va néixer el 1951, a Santa Mònica, Califòrnia. Va estudiar a la Lliga d'Estudiants d'Arts a Woodstock, Nova York.
En 1970-1972 va estudiar de manera independent amb el pintor Bruce Dorfman. Es troba amb l'obra de compositors La Monte Young i Terry Riley.
Després de veure la "New york Painting ans Sculpture 1940- 1970" exposat al Museu Metropolità d'Art, realitza una sèrie de construccions de tècnica mixta amb acer recobert de coure de soldadura, malla de filferro, tela i esmalt. Els experiments amb construccions esculturals de metall el fan explorar els sons generats. La seva primera exposició individual va ser a la galeria d'art Polari a Woodstock, Nova York.
Al 1973 realitza els primers experiments amb vídeo a través de la Comunitat de vídeo Woodstock a Nova York. Ajudant amb la televisió local per cable es familiaritza amb les Videofreeks i grups de vídeo Earthscore a l'estat de Nova York.
Aquest mateix any, fa la primera exposició grupal, "Artists from Upstate New York," al 55 Mercer Gallery de Nova York. Fa la primera instal·lació de vídeo, Hole in the Wall (forat a la paret), a l'Associació d'Artistes de Woodstock. Les primeres cintes de vídeo són exposades a The Kitchen en Nova York.
1974-1976 continua treballant amb la Comunitat de vídeo de Woodstock com a coordinador d'Artistes de TV recolzat pel Consell Estatal de Nova York a les Arts. Comença el treball d'imatges de vídeo en correlació amb els sons. Com a artista resident al Centre Experimental de televisió, Binghamton, Nova York, es troba amb l'enginyer David Jones.
El 1977 es trasllada a Barrytown, Nova York, amb Dave Jones i construeix eines de vídeo experimental dissenyades per Jones. Compleix amb els poetes George Quasha i Charles Stein que es fan amics i col·laboradors durant molt de temps.
1978 Crea els primers treballs que associen la veu parlada amb relació a la imatge visual. Rep una subvenció de Producció del Consell Estatal d'Arts de Nova York, un Servei Públic de beques creatiu de l'artista, i la primera de quatre Beques d'Arts Nacional. Dirigeix l'Open Studio vídeo project en el Centre d'Art d'Arnolfini, Rhinebeck, Nova York, i treballa en col·laboració de George Quasha.
El 1980 es trasllada a Buffalo, Nova York i ensenya al Centre d'Estudis de Mitjans, Universitat Estatal de Nova York (SUNY), Buffalo, Nova York. Coneix a Woody Valsuka i Steina Vasulka, Paul Sharits, i Hollis Frampton. Realitza la primera exposició individual amb la malla d'instal·lació al Museu Everson, Syracuse, Nova York. Produeix sondejos com a artista resident a WNET / Canal 13, Nova York. També completa obres Around & About, Processual Video, and Black/White/Text, centrant-se en la relació de llenguatge i imatge.
1981 Torna a Barrytown, Nova York i comença a treballar en Primarily Speaking. Visita la Costa Oest a l'estiu i renova l'interès en el surf. Reb la beca Rockefeller.
1982-1983 ensenya en el programa graduat d'estiu al Bard College, Annandale-on-Hudson, Nova York. Va ser convidar al Centre americà a París per a una retrospectiva de cintes de vídeo i coneix a Anne Angelini, que més tard es porta a terme en diverses obres. Influenciat per les lectures dels passos de Gregory Bateson en Ecology of Mind i a John C. Lilly en Center of the Cyclone i The Scientist.
1984 Es casa amb Katherine Bourbonais i produeix Why Do Things get in a Muddle? (come on Petunia) amb la seva dona i Charles Stein realitzar a l'Estudi Quasha Stained Glass .
1985 es trasllada al Japó, Tòquio. Coneix Kyogan Mestre Don Kenny que realitzen juntament amb Kathy Bourbonais a URA ARU (the backsite exists). Com a artista resident a SONY a Hon Atsugi, completa la primera edició de l'obra. Torna a Seattle, Washington, i estableix un programa de vídeo al Cornish College of the Arts.
1986 Neix la seva filla Anastasia. En primera trobada amb els escrits de Maurice Blanchot, específicament Thomas the Obscure, el qual es basa en la instal·lació in situ. Rep una beca Guggenheim.
1987 Per encàrrec del Museu d'Art Contemporani de Los Angeles, Califòrnia, i exposa CRUX com "instal·lació performance" a l'auditori.
1988 completa Incidence of Catastrofe, també inspirat per Thomas de Blanchot, el qual rep el primer premi al World Wide Video Festival a la Haia i Montreal en l'Independent de Cinema i Vídeo. Viatja a París durant sis mesos amb una beca del museu d'Arts Nacional i està encarregat pel Museu Nacional d'Art Modern, Centre Georges Pompidou per produir un nou treball. A la primera col·laboració important amb George Quasha, s'adapta seleccionat textos gnòstics i, finalment, produeix la d'instal·lació Disturbance. Coneix a Jacques Derrida que interpreta una figura central a la peça.
1989 Produeix Site Recite (pròleg), encarregat de la Televisió Espanyola com a part de la sèrie L'Art del vídeo.
1991 Exposa la sèrie vídeo instal·lació And Sat Down beside Her a la Galerie Archives a París. El Museu d'Art Modern, Nova York, exposa nasmuch as It Is Always Already Taking Place. Encarregat per La Sept of Paris for Live, una sèrie de cintes de vídeo en temps real proposat per Phillipe Grandieux, i produeix el Solstice d'Hiver, un enregistrament en temps real d'una hora.
El 1993 estrena el muntatge Tall Ships, encarregat per Jan Hoet per a la Documenta 9. És la primera de diverses obres on apraixen la seva filla Anastasia, així com altres membres de la família.
1994 Filla llegeix Ludwig Wittgenstein per les Indicacions d'instal·lació en el color. " Imaging the Brain Closer than the Eyes ", una exposició d'obres recents, és organitzada pel Museum für Gegenwartskunst, Basilea, Suïssa.
1994-1995 Gary Hill, primera exposició enquesta museu dels Estats Units organitzada per la Galeria d'Art Henry, Seattle, Washington.
1995 Rep el Lleó d'Or, Premi d'Escultura a la Biennal de Venècia. El 1996-1998 produeix Reflex Chamber, el primer d'una sèrie d'obres on utilitza llums estroboscòpics en conjunció amb imatges i text parlat; seguit de Midnigtht Crossing, encarregat per Westfälischer Kunstverein, Münster, Alemanya. Col·labora amb la coreògrafa Meg Stuart i la seva companyia de dansa Damaged Goods per produir Splayed Mind Out. Realitzat més de 50 vegades a Europa, Amèrica del Sud i els Estats Units.
1998 Beneficiari d'una beca de la Fundació John D. i Catherine T. MacArthur.
2000 Col·labora amb George Quasha i Charles Stein a la Spring from Undertime (Awaking Awaiting); amb Christelle Fillod com a productor de so en la performance Ship Building in a Kleinbottle; i amb l'artista sueca Paulina Wallenberg-Olsson en el Black Performance, realitzat a Frankfurt, París, Hong Kong i Tòquio. Rep el premi Kurt Schwitters a Niedersächsische Sparkassenstiftung, Hannover, Alemanya.
2003-2005 Encarregat per la Biblioteca Pública Central de Seattle, completa la instal·lació permanent de Astronomy by Day.
2003-2005 Ensenya a França en l'Escola Nacional Superior de Belles Arts de París, i Le Fresnoy Studio contemporains arts nacionals d'École, Tourcoing.
2005 Rep l'honoris causa de l'Acadèmia de Belles Arts de Poznan, Polònia. Rendiment gira a Polònia (Wroclaw, Lodz, Poznan) i República Txeca (Praga) de la Mind on the line en col·laboració amb George Quasha, Charles Stein, Aaron Miller i Dorota Czerner.
2014-15 Gary Hill és el principal jutge de la competició internacional d'ara Festival Londres Passió per la Llibertat al centre comercial Galeries.